# Furacão das Bahamas de 1932
O furacão de 1932 nas Bahamas, também conhecido como o furacão Great Ábaco de 1932, foi um grande e poderoso furacão de categoria 5 que atingiu as Bahamas no pico de intensidade. A quarta tempestade tropical e o terceiro furacão na temporada de furacões no oceano Atlântico de 1932, também foi um de duas categorias 5 furacões no Oceano Atlântico naquele ano, sendo o outro o furacão de 1932 em Cuba. O furacão de 1932 nas Bahamas se originou ao norte das Ilhas Virgens, tornou-se um forte furacão e passou pelas Bahamas do norte antes de voltar a curvar. A tempestade nunca atingiu o território continental dos Estados Unidos, mas seus efeitos foram sentidos no nordeste do país e nas Bahamas, especialmente nas ilhas Ábaco, onde os danos foram muito grandes. Até o momento, é um dos quatro furacões de categoria 5 no Atlântico a atingir as Bahamas com essa intensidade, os outros ocorreram em 1933, 1992 e 2019. 

## História meteorológica
O sistema foi detectado pela primeira vez apenas ao norte das Ilhas Virgens como uma depressão tropical no final de 30 de agosto.  A tempestade moveu-se geralmente de oeste para noroeste, passando para o norte das Grandes Antilhas e Grand Turk na noite de 2 de setembro-3. Atingiu a intensidade mínima de um furacão ao passar perto das ilhas Turks e Caicos e iniciou um período de rápido fortalecimento logo em seguida. Tornou-se um grande furacão no início de 4 de setembro e atingiu ventos de 230 km/h (140 mph), equivalente aos de um furacão categoria 4, já no início da tarde. Até a noite de 4 de setembro, no entanto, nenhum vento com a força de um furacão foi informado ao Departamento de Meteorologia dos Estados Unidos, sendo o vento mais forte 97 km/h (60 mph) de um navio 285 milhas (460 km) a leste de Miami, Flórida.
A tempestade passou apenas a leste das ilhas principais e Nassau enquanto continuava a se fortalecer.  Uma volta gradual para o noroeste e norte começou em breve, e no final de 5 de setembro a tempestade atingiu seu pico na categoria 5 status com ventos máximos sustentados estimados em torno de 260 km/h (160 mph) neste momento. Mantendo a força, a tempestade passou sobre o Grande Ábaco em 5 de setembro e gradualmente começou a se curvar para o nordeste, afastando-se do continente dos Estados Unidos. Continuou nordeste enquanto enfraquecia em intensidade, trazendo ondas do mar para o nordeste dos Estados Unidos e ventos de 90 km/h (56 mph) para Nantucket quando a tempestade contornou a Nova Inglaterra. A tempestade se tornou extratropical em 9 de setembro, cruzou ao sul da Península de Avalon, Terra Nova e Labrador, em 11 de setembro, e finalmente passou perto de Snæfellsnes, Islândia e Jan Mayen. Os remanescentes da tempestade então se voltaram para o leste, eventualmente se dissipando no Mar de Barents em 17 de setembro.

## Preparativos
Inicialmente, os avisos de tempestade nos Estados Unidos foram colocados às 15:00 UTC em 5 de setembro de Daytona Beach, Flórida, a Punta Gorda, Flórida. Devido aos avisos, os residentes nas áreas afetadas começaram a tapar as janelas e a concluir outros preparativos. Como o ciclone mais tarde pareceu não atingir o sul da Flórida, os primeiros avisos foram cancelados e novos avisos de tempestade emitidos entre Daytona Beach e Wilmington, na Carolina do Norte. No início de 7 de setembro, os avisos foram estendidos para a costa leste até Eastport, Maine.

## Impacto
| Furacões que fizeram landfall mais intensos no Atlântico Intensidade é medida apenas pela pressão central | Furacões que fizeram landfall mais intensos no Atlântico Intensidade é medida apenas pela pressão central | Furacões que fizeram landfall mais intensos no Atlântico Intensidade é medida apenas pela pressão central | Furacões que fizeram landfall mais intensos no Atlântico Intensidade é medida apenas pela pressão central |
| Posição                                                                                                   | Furacão                                                                                                   | Temporada                                                                                                 | Pressão de landfall                                                                                       |
| --- | --- | --- | --- |
| 1 | "Dia do Trabalho"                                                                                         | 1935 | 892 mbar (hPa)                                                                                            |
| 2 | Camille                                                                                                   | 1969 | 900 mbar (hPa)                                                                                            |
| 2 | Gilbert                                                                                                   | 1988 | 900 mbar (hPa)                                                                                            |
| 4 | Dean | 2007 | 905 mbar (hPa)                                                                                            |
| 5 | "Cuba" | 1924 | 910 mbar (hPa)                                                                                            |
| 5 | Dorian | 2019 | 910 mbar (hPa)                                                                                            |
| 7 | Janet | 1955 | 914 mbar (hPa)                                                                                            |
| 7 | Irma | 2017 | 914 mbar (hPa)                                                                                            |
| 9 | "Cuba" | 1932 | 918 mbar (hPa)                                                                                            |
| 10 | Michael                                                                                                   | 2018 | 919 mbar (hPa)                                                                                            |
| Fontes: HURDAT, AOML/HRD, NHC                                                                             | | | |

16 pessoas foram mortas, junto com outras 300 ferido. Todo esse pedágio ocorreu nas Bahamas, principalmente na Ilha de Ábaco e nos arredores; estimativas de danos em dólares, no entanto, não foram divulgadas.  Apesar do grande tamanho e da grande intensidade do furacão, amplos avisos evitaram a perda de vidas e o comércio no mar.

### Bahamas
Quando a tempestade passou ao norte da Ilha Cat, ela causou uma pressão de 29.47 inHg (998 mb)   e um vento de 32 km/h (20 mph) do norte. Embora o ciclone tenha passado em 65 milhas (105 km) da capital das Bahamas, Nassau, a tempestade só causou ventos de até 80 km/h (50 mph) e nenhum dano significativo.
A tempestade foi muito destrutiva na Ilha de Ábaco, onde a pressão barométrica relatada estava abaixo de 27.50 inHg (931 mb). Em Hope Town, os fortes ventos que mudaram de nordeste para sudeste destruíram 83 casas e gravemente danificadas 63. Os suprimentos de comida acabaram e o sal contaminou o suprimento de bebidas. Todos os prédios públicos junto com a estação de rádio foram destruídos. A pressão mais baixa em Hope Town foi 27.20 inHg (921 mb) volta das 15:00 UTC em 5 de setembro No próximo Marsh Harbour, os ventos de nordeste mudaram para sudoeste às 20:00 UTC e condições calmas ocorreram por 15 minutos enquanto o olho passava. O barômetro caiu para 27.60 inHg (935 mb). 12 casas foram destruídas e a maioria das restantes severamente danificadas. Em Green Turtle Cay, perto da Ilha de Ábaco, os ventos de norte e noroeste coincidiram com as piores condições; uma grande tempestade inundou a ilha, todos os edifícios e o cemitério foram destruídos e pelo menos seis pessoas morreram com 25 lesões relatadas. Na vizinha Coopers Town, apenas seis casas sobreviveram à tempestade. Apenas quatro casas ainda estavam de pé em Great Guana Cay. Em Green Turtle Cay, dois grandes igrejas de tijolos com paredes de pedra 3 ft (0.91 m) grossas foram destruídas pela tempestade e os ventos foram estimados por um residente como tendo ultrapassado 320 km/h (200 mph); alguns dos blocos de pedra das igrejas foram carregados 0.80 km (1⁄2 mi) . Notícias de jornais e fotos ajudaram a estabelecer a estimativa de ventos predominantes em Green Turtle Cay que possivelmente ultrapassaram 240 km/h (150 mph) durante o furacão.
Depois que a tempestade passou Ábaco em 6 e 7 de setembro, várias embarcações apanhadas na tempestade registaram ventos de Força 12 ( escala de vento de Beaufort ) e baixas pressões barométricas; o navio a vapor Yankee Arrow registrou uma pressão de 27.65 inHg (936 mb) em 7 de setembro, enquanto o navio a vapor Deer Lodge relatou uma pressão mais baixa de 27.58 inHg (934 mb).

### Estados Unidos
Embora avisos de tempestade tenham sido publicados para a costa da Flórida e leste dos Estados Unidos, a recurvatura da tempestade evitou uma queda de terra, deixando os principais efeitos como fortes ondas costeiras e ventos fortes. Os ventos fortes afetaram a costa, no entanto. Enquanto o ciclone passava perto da Nova Inglaterra, Nantucket registrou os ventos mais fortes em 90 km/h (56 mph) porque a tempestade permaneceu offshore, embora ainda contivesse ventos com força de furacão. Os ventos atingiram o pico em 71 km/h (44 mph) no Cabo Hatteras. Fortes vendavais na noite de 7 de setembro fez com que o Cape Lookout Lightship se soltasse de seu ancoradouro. Ao mesmo tempo na costa, a tripulação do Munson Steamer Munloyal, na época considerada 350 milhas (565 km) a sudeste de Frying Pan Shoals, Carolina do Norte, relatou que sua posição era desconhecida e seu leme explodiu. Navios da Guarda Costeira dos Estados Unidos de Fort Lauderdale, Flórida, foram enviados para ajudá-la. Grandes árvores e placas caíram no Brooklyn, em Nova York, devido aos ventos fortes. Temperaturas frias seguiram na esteira do furacão.

### Terra Nova, Islândia e Ilh Jan Mayen
Embora a tempestade fosse extratropical na época em que contornou Newfoundland e estava perto da Islândia e da Ilha Jan Mayen, ela ainda era intensa: as pressões barométricas observadas eram iguais ou inferiores a 29 inHg (980 mb).